# Davidiella dioscoreicola
Davidiella dioscoreicola är en svampart som först beskrevs av Syd. & P. Syd., och fick sitt nu gällande namn av Aptroot 2006. Davidiella dioscoreicola ingår i släktet Davidiella och familjen Davidiellaceae.   Inga underarter finns listade i Catalogue of Life.